# Bellator farrago
Bellator farrago är en fiskart som beskrevs av Richards och Mccosker, 1998. Bellator farrago ingår i släktet Bellator och familjen knotfiskar. IUCN kategoriserar arten globalt som livskraftig. Inga underarter finns listade.